# Midsommar (musikgrupp)
Midsommar var ett svenskt rockband från Mölndal utanför Göteborg som var verksamt i början av 1970-talet.
Midsommar bestod av medlemmarna Weyne Petersson (senare Feldt, sång, percussion), Lennart Andrén (gitarr, sång), Reg Ward (saxofon, flöjt), Dan Pihl (keyboards), Hans Olsson (elbas, sång) och Peder Sundahl (trummor). Bandets första album Belsebub är lös (1971, Gazell GMG 1224) karakteriseras som progressiv rock, medan det andra Midsommar (1972, Moondisc ARD 1633) har mer politiska texter och är mer orienterat åt folkrock. Ward var senare medlem i Nature, medan Sundahl ingick i Jerry Williams grupp Roadwork.